# 天主教纽约总教区
天主教纽约总教区（英語：Archdiocese of New York）是美國一個天主教教省總教區及該國三十二個總教區之一。

## 簡介
總教區管轄包括美國纽约市的曼哈顿、布朗克斯和斯塔腾岛以及纽约州的达奇斯县、奥兰治县、帕特南县、罗克兰县、沙利文县、阿尔斯特县和威斯特彻斯特县。
總教區共有405个堂区。纽约总教区是纽约教省的教省總教區，包括奧爾巴尼教區、布魯克林教區、水牛城教區、奧格登斯堡教區、羅切斯特教區、羅克威爾中心教區、錫拉丘茲教區。

## 历史
纽约教区于1808年4月8日成立，在此之前是1784年11月26日成立的美国宗座监牧区的一部分，后来成为巴尔的摩教区的一部分。教區成立之时范围包括整个纽约州以及新泽西州的Sussex, Bergen, Morris, Essex, Somerset, Middlesex和 Monmouth7县。
1847年4月23日，从纽约教区划出一部分成立奥尔巴尼教区和布法罗教区。1850年7月19日，纽约教区升为总教区。1853年7月29日，又划出一部分成立了新泽西纽瓦克教区和布鲁克林教区。最后，在1929年3月21日，划出设立巴哈马宗座监牧区（今拿骚总教区）。

## 現任及歷任教務首長
現任總主教為弟茂德·多蘭樞機，輔理主教為伯多祿·J·伯恩、若望·奧哈拉、愛德門·J·韋倫和吉拉·J·科拉西科，榮休輔理主教為雅各伯·麥卡錫、若蘇厄·伊里翁多、吉拉·T·瓦爾什、道明·J·拉戈內格羅和若望·J·傑尼克。
以下為歷任教區主教/總教區總主教：
- Most Rev. R. Luke Concanen, O.P.（1808年－1810年）
- Most Rev. John Connolly, O.P.（1814年－1825年）
- Most Rev. John Dubois, S.S.（1826年－1842年）
- Most Rev. John Joseph Hughes（1842年－1864年）
- John McCloskey樞機（1864年－1885年）
- Most Rev. Michael Augustine Corrigan（1885年－1902年）
- John Murphy Farley枢机（1902年－1918年）
- Patrick Joseph Hayes枢机（1919年－1938年）
- 方濟各·斯贝尔曼樞機（1939年－1967年）
- 特倫斯·庫克（英语：Terence James Cooke）枢机（1968年－1983年）
- John Joseph O'Connor枢机（1984年－2000年）
- 愛德華·邁克爾·伊根樞機（2000年－2009年）
- 弟茂德·彌額爾·多蘭樞機（2009年至今）

## 曾经在纽约任神父的主教
- 愛文·費德廉·奧布賴恩樞機：耶路撒冷聖墓騎士團總團長
- Charles Daniel Balvo：titular archbishop of Castello，聖座驻南太平洋大使
- 弟茂德·A·麥克唐納：馬薩諸塞的斯普林菲爾德教區榮休主教